# CA Olimpia
CA Olimpia är en sportklubb från stadsdelen Colón, Montevideo, Uruguay. Klubben bildades 17 september 1918 och är aktiv inom många sporter. 
Klubben har nått störst framgångar i basket där blivit uruguyanska mästare åtta gånger och sydamerikanska mästare en gång (1946). Damlaget i volleyboll kom fyra vid sydamerikanska mästerskapet 2021. Till 1932 hade klubben en fotbollssektion. Det året gick den samman med CA Capurros fotbollssektion och bildade CA River Plate. Förutom dess lag i lagsport har även enskilda idrottare nått framgångar, som t.ex. cyklisten Juan José Timón, som deltog vid olympiska spelen 1960 och 1964.